# Chris Reniers
Christine (Chris) Reniers (Tienen, 20 februari 1960) is een Belgische vakbondsbestuurder en huidig voorzitster van de ABVV-vakcentrale ACOD.

## Levensloop
Reniers studeerde rechten aan de Vrije Universiteit Brussel. In 1984 startte ze haar carrière bij de vakbond ACOD als juridisch adviseur. Nadien werd ze er hoofd van de juridische dienst.
In 2000 werd ze verkozen tot algemeen secretaris van de ACOD, daarnaast zetelt ze nog in het beheerscomité van de HZIV, is ze lid van de Vlaamse Havencommissie en heeft een mandaat in het bureau van het Vlaams en van het federaal ABVV. Sinds 2010 zetelt zo ook in de raad van bestuur van de VRT.
Op 1 oktober 2014 volgde ze Karel Stessens op als voorzitter van de Vlaamse Interregionale ACOD en werd ze ondervoorzitter van de federale ACOD. Als algemeen secretaris van deze vakcentrale werd ze opgevolgd door Guido Rasschaert.
Ze is actief binnen sp.a, meer bepaald in haar woonplaats Geetbets. Zo stond ze er op de sp.a-lijst bij de gemeenteraadsverkiezingen van 2012.